# 1818-as szerződés

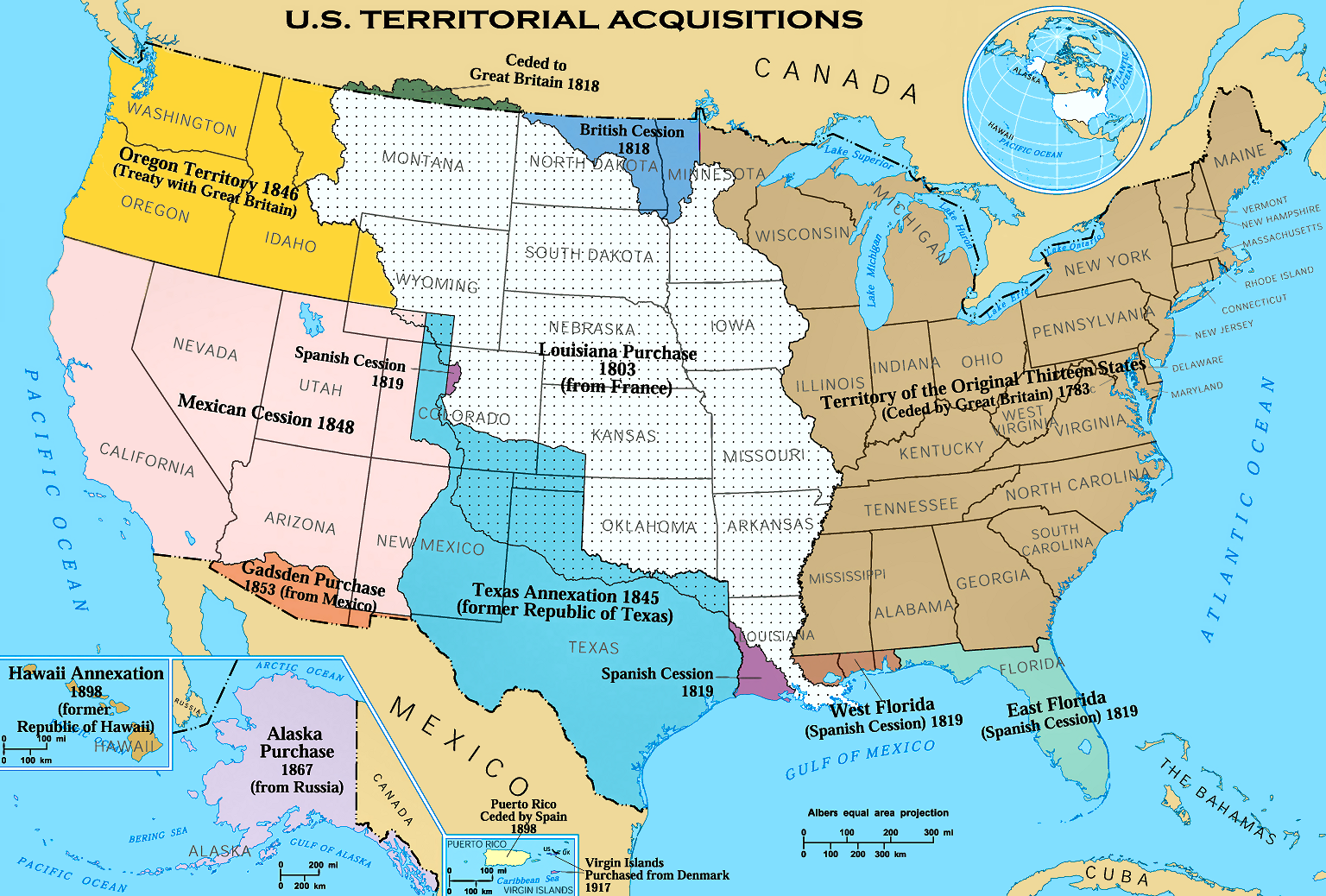
Az Amerikai Egyesült Államok területi változásai

A halászatról, a határról és a rabszolgák visszaszolgáltatásáról szóló egyezmény, más néven londoni egyezmény, 1818-as angol-amerikai egyezmény, 1818-as egyezmény, vagy egyszerűen csak 1818-as szerződés, egy 1818-ban az Amerikai Egyesült Államok és az Egyesült Királyság között aláírt nemzetközi szerződés. Ez a szerződés megoldotta a két nemzet közötti állandó határkérdéseket. A szerződés lehetővé tette a britek által és a kanadai történelemben a Hudson-öböl Társaság Columbia körzeteként ismert Oregon Country közös megszállását és letelepedését, beleértve a testvérkörzetének, Új-Kaledóniának a déli részét is.
A két nemzet a 49. szélességi kört északra érintő határvonalban állapodott meg, részben azért, mert egy egyenes vonalú határt könnyebb volt felmérni, mint a korábban létező, vízgyűjtőkön alapuló határokat. Ez a szerződés jelentette az Egyesült Királyság utolsó tartós, jelentős területvesztését a mai kontinentális Egyesült Államok területén, és egyben az Egyesült Államok első tartós, jelentős észak-amerikai területátruházását egy külföldi hatalomra, a második az 1842-es Webster-Ashburton szerződés volt. A britek átengedték a 49. szélességi körtől délre és a kontinentális választóvonaltól keletre fekvő Rupert's Land teljes területét, beleértve az ettől a szélességi körtől délre fekvő Red River Colony teljes területét, míg az Egyesült Államok a Missouri Territory legészakibb szélét engedte át a 49. szélességi körtől északra.

## Rendelkezések
A szerződés nevét különbözőképpen idézik: „Egyezmény a halászatról, a határról és a rabszolgák visszaszolgáltatásáróll”, „Kereskedelmi egyezmény (halászat, határ és a rabszolgák visszaszolgáltatása)”, és „Kereskedelmi egyezmény Őfelsége és az Amerikai Egyesült Államok között”.
- Az I. cikkely az Egyesült Államok számára halászati jogokat biztosított Új-Fundland és Labrador mentén.
- A II. cikkely a Brit Észak-Amerika és az Egyesült Államok közötti határt „az Erdő-tó legészaknyugatibb pontjától [délre, majd] az északi szélesség 49. szélességi fokán húzott vonal mentén...” a „Stony-hegységig”[3] (ma Sziklás-hegységként ismert) húzta. Nagy-Britannia átengedte a 49. szélességi körtől délre fekvő összes területet, beleértve a Red River Colony és Rupert's Land (a mai Minnesota, Észak-Dakota és Dél-Dakota államok egy részét) részeit. Az Egyesült Államok átengedte a Louisiana Purchase-nek a 49. szélességi körtől északra fekvő részét (a Mississippi vízgyűjtőjének legészakibb részét, beleértve a Milk River, a Poplar River és a Big Muddy Creek vízgyűjtőjének a mai Alberta és Saskatchewan területén fekvő részeit). A cikk egy olyan határvitát rendezett, amelyet az amerikai függetlenségi háborút lezáró 1783-as párizsi szerződésben elfogadott határvonal tényleges földrajzi ismeretének figyelmen kívül hagyása okozott. A korábbi szerződés az Egyesült Államok és Észak-Amerika brit része közötti határt az Erdők tavától nyugatra, a Mississippi folyóig húzódó vonal mentén határozta meg. A felek nem voltak tisztában azzal, hogy a folyó nem nyúlik ilyen messze északra, így egy ilyen vonal soha nem találkozhatott volna a folyóval. A probléma megoldásával az 1818-as szerződés létrehozta az Egyesült Államok egy pene-enklávéját, az Északnyugati-szöget, a mai Minnesota államnak azt a kis részét, amely Alaszkán kívül az Egyesült Államok egyetlen olyan része, amely a 49. szélességi körtől északra fekszik.
- A III. cikkely az Oregon-országban lévő földek közös ellenőrzéséről rendelkezett tíz évre. Mindketten igényt tarthattak a földekre, és mindvégig szabad hajózást garantáltak.
- A IV. cikkely további tíz évre megerősítette az 1815-ös angol-amerikai egyezményt,[5] amely a két fél közötti kereskedelmet szabályozta.
- Az V. cikkely megegyezett abban, hogy az 1812-es háborút lezáró genti szerződésből eredő amerikai követeléssel kapcsolatos nézeteltéréseket „valamelyik erre a célra megnevezendő baráti szuverén vagy állam” elé utalják. A szóban forgó követelés a szerződés aláírásakor brit ellenőrzés alatt álló területre vagy a Királyi Haditengerészet hadihajóira szökött amerikai rabszolgák visszaszolgáltatására vagy kártérítésére vonatkozott. A szóban forgó cikk a tulajdon átadásáról szólt, és az amerikai kormány azt állította, hogy a rabszolgák az állampolgárai tulajdonát képezték.[3]
- A VI. cikkely rögzítette, hogy a ratifikációra a szerződés aláírásától számított hat hónapon belül sor kerül.